# Gustav Leutelt

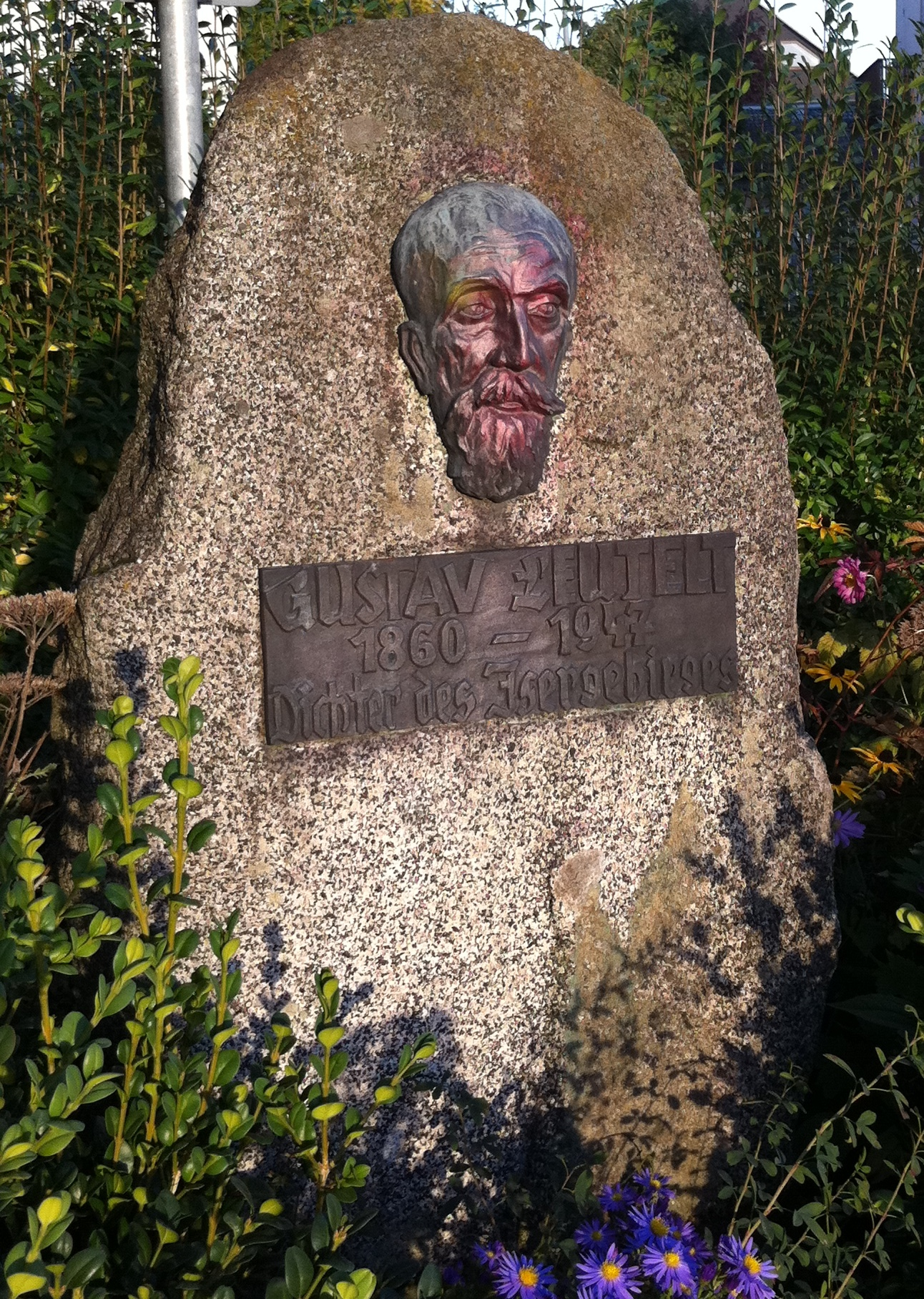
Gustav-Leutelt-Denkmal in Wiesbaden

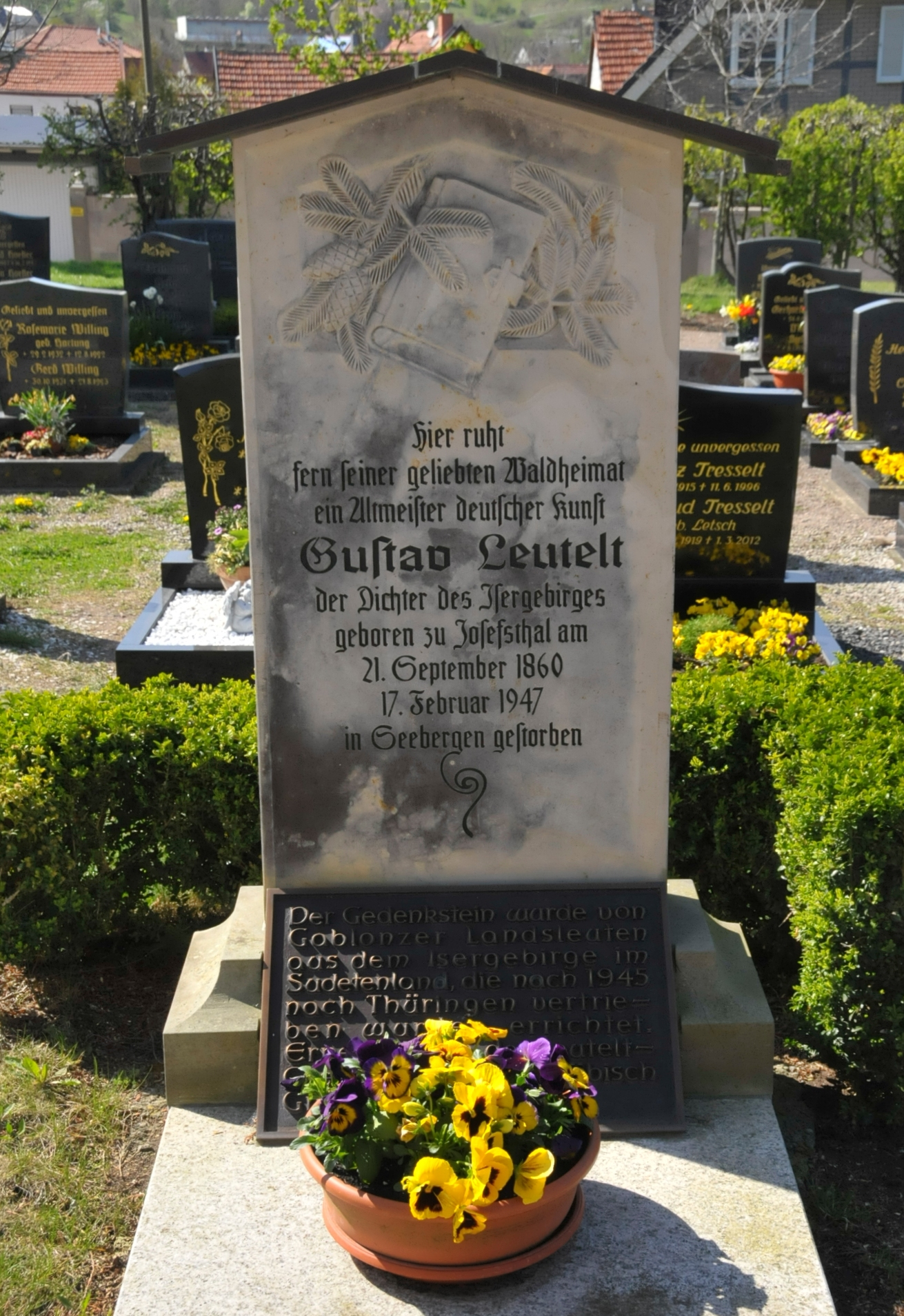
Grabstätte in Seebergen

Gustav Leutelt (* 21. September 1860 in Josefsthal; † 17. Februar 1947 in Seebergen) war ein deutschböhmischer Dichter und Schriftsteller.

## Leben
Gustav Leutelt wurde in Josefsthal im Isergebirge, Nordböhmen, als Sohn eines Lehrers geboren. Er war ein Urenkel des „Wunderdoktors“ Johann Josef Kittel. Leutelt ließ sich in der Lehrerbildungsanstalt zu Leitmeritz zum Lehrer ausbilden und arbeitete als Unterlehrer an der Volksschule seines Vaters. Als Oberlehrer übernahm er im nahen Untermaxdorf (Dolní Maxov) zunächst die dortige Volksschule, später auch die Fortbildungsschule. An dieser Anstalt kam er in Kontakt mit Glasarbeitern und -veredlern, deren Handwerk er zu seinem Lebensstudium erkor. In Untermaxdorf gründete er 1906 ein Ortsmuseum, in dem er Urkunden, Bilder und sonstige Exponate zur Wirtschaft und Geschichte des Oberen Kamnitztales zusammentrug. Nach 1922 übersiedelte er als Pensionär nach Gablonz an der Neiße.
Durch die Beneš-Dekrete wurde Leutelt 1946 als 85-Jähriger aus seiner Heimat vertrieben. Er starb 1947 in Seebergen bei Gotha im Alter von 86 Jahren. Auf dem Seeberger Friedhof ist auch seine Grabstätte.

## Künstlerisches Schaffen
Leutelt schrieb in der Tradition von Adalbert Stifter. Aufgrund seiner mit der Natur des Isergebirges verbundenen Prosa wurde er als „Dichter des Isergebirges“ bezeichnet. Leutelts Werk war im Unterschied zu anderen nicht vom Nationalitätenkonflikt zwischen Tschechen und Deutschen in Böhmen dominiert. Er schilderte die allgemein menschlichen Schicksale im Arbeits- und Gemeinschaftsleben in seiner Heimat.

## Zitate
„Die Heimat ist nicht alles, aber doch das Wurzelwerk, aus dem der Weltbaum aufsteigt. Weder Heimatliebe als Weltflucht, noch Allerweltsliebe aus Geringschätzung der Heimat sind gut. Wohl ist Heimatbildung nicht Selbstzweck; sie soll aber zur Ehrfurcht vor der Heimat führen. Und einen Weg zu dieser müssen wir suchen, der auch für jene gangbar ist, die ihr entfremdet sind. Weltliebe mit der Heimat im Herzen soll uns das Höchste sein.“

## Auszeichnungen und Ehrungen
- 1935 Joseph-Freiherr-von-Eichendorff-Preis
- 1940: Goethe-Medaille für Kunst und Wissenschaft
- Benennung der Gustav-Leutelt-Volksschule in Kaufbeuren-Neugablonz
- Benennung einer Straße in Seebergen

## Werke

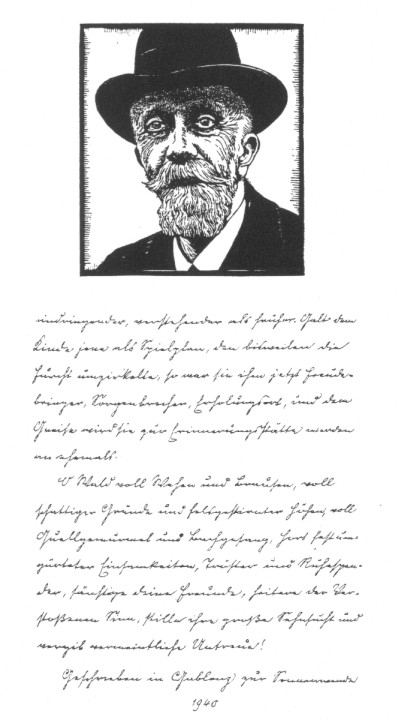
Handschrift

- Schilderungen aus dem Isergebirge, 1899
- Die Könighäuser, 1906
- Das zweite Gesicht, 1911
- Hüttenheimat, 1919
- Aus den Iserbergen. Erzählungen, 1920
- Der Glaswald, 1925
- Das Buch vom Walde, 1928
- Bilder aus dem Leben der Glasarbeiter, 1929
- Siebzig Jahre meines Lebens, 1930
- Johannisnacht. Sudetendeutsche Geschichten, 1930
- Doktor Kittel, 1943
- Glasmacher, 1944
- Schicksal, 1944

### Werkausgaben
- Gesammelte Werke in drei Bänden, Karlsbad: Adam Kraft Verlag 1934–1936 (2. Aufl. 1941–1943)
- Gustav Leutelt. Gesamtausgabe in zwei Bänden, hrsg. v. Adalbert Schmidt. Augsburg: Adam Kraft Verlag 1953–1955
- Gesamtausgabe in fünf Bänden, Schwäbisch Gmünd: Leutelt-Gesellschaft 1986–1990